# Быково (станция)
Быко́во — промежуточная железнодорожная станция Рязанского направления Московской железной дороги на территории посёлка Быково, вблизи бывшего аэропорта «Быково».

## История
Станция была открыта при сооружении железной дороги в 1862 году, названа по селу Быкову (не путать с посёлком, где расположена станция). Электрифицирована в 1934 году.
C 1933 по 2014 год обслуживала ныне закрытый аэропорт «Быково».

## Описание
Является остановочным пунктом для большинства электропоездов, а для некоторых — конечным.
От станции отходят подъездные пути к близлежащим промышленным предприятиям, в том числе в посёлок Октябрьский и город Жуковский.
Станция осуществляет операции с грузовыми вагонами. Выполняются технические операции по приёму, отправлению, обгону, скрещению и пропуску грузовых и пассажирских поездов, маневровые операции по прицепке/отцепке вагонов к сборным поездам, грузовое вывозное движение на станцию «Аэропорт» Жуковского ППЖТ.
Между станцией Быково и платформой Удельная находился железнодорожный переезд 33 км, который пропускал в сутки 400 пар поездов и 22 тысячи автомобилей.
В 2024 над путями была возведена эстакада над ж/д а переезд 33 км закрыли навсегда тем самым избавив водителей от заторов и пробок.
В ночь на 31 января 2012 года на станции сгорело историческое (деревянное) здание вокзала. Оно было последним сохранившимся историческим вокзальным зданием на линии Москва — Рязань.
| Год  | Время движения, мин.                      |
| ---- | ----------------------------------------- |
| 1895 | 77 (на пассажирском поезде Казань—Москва) |
| 1927 | 65                                        |
| 1949 | 48                                        |
| 1981 | 47                                        |
| 2009 | 50                                        |

## Галерея
- Станция в 2007 году
- Вид на платформу №2
- Сохранившийся домик старого подземного перехода на платформе №2
- Вход в подземный переход с платформы №2
- Входной вестибюль на платформу №1
- Электропоезд прибывает на первую платформу
- Вид на комиссионный магазин, где ранее располагался «Детский мир» и магазин продуктов, а в 2010-х вместо последнего открыт «Дикси»